# Teres Lindberg
Teres Victoria Lindberg, född 19 november 1974 i Lovö församling i Stockholms län, är en svensk politiker (socialdemokrat), som är riksdagsledamot sedan 2011, invald för Stockholms kommuns valkrets.

## Biografi
Teres Lindberg är sambo och har tre barn, och är bosatt i Mariehäll. Hennes politiska bana startade när hon som anställd på Posten såg "orättvisorna i arbetslivet". Hon har varit fackligt förtroendevald i LO-förbundet Seko.
Från 2002 till 2006 var Lindberg borgarråd i Stockholms kommun. 2006–2010 var hon ansvarig för socialdemokraternas bostadspolitiska frågor i Stockholm. I valet 2010 kandiderade hon till riksdagen för Socialdemokraterna, men blev inte invald. När Mona Sahlin lämnade riksdagen tilldelades Teres Lindberg hennes plats, den 1 april 2011. När Ylva Johansson efter valet 2014 utsågs till arbetsmarknadsminister blev Lindberg hennes ersättare på riksdagsplatsen.
Sedan 25 september 2017 är Lindberg ordinarie riksdagsledamot (ej statsrådsersättare). Hon tog över rollen, som en följd av att ordinarie riksdagsledamoten Börje Vestlund avlidit.
Sedan hösten 2020 är Lindberg Tredje vice ordförande i Trafikutskottet.

## Video
- Teres Lindberg, 2019.